# BAR 005
Chronologie des modèles (2003)
BAR 004 BAR 006
La BAR 005 est la monoplace de Formule 1 engagée par l'écurie British American Racing lors de la saison 2003 de Formule 1. Elle est pilotée par le Canadien Jacques Villeneuve, l'Anglais Jenson Button et le pilote d'essais Takuma Satō, qui remplace Villeneuve pour la dernière course du championnat.

## Historique

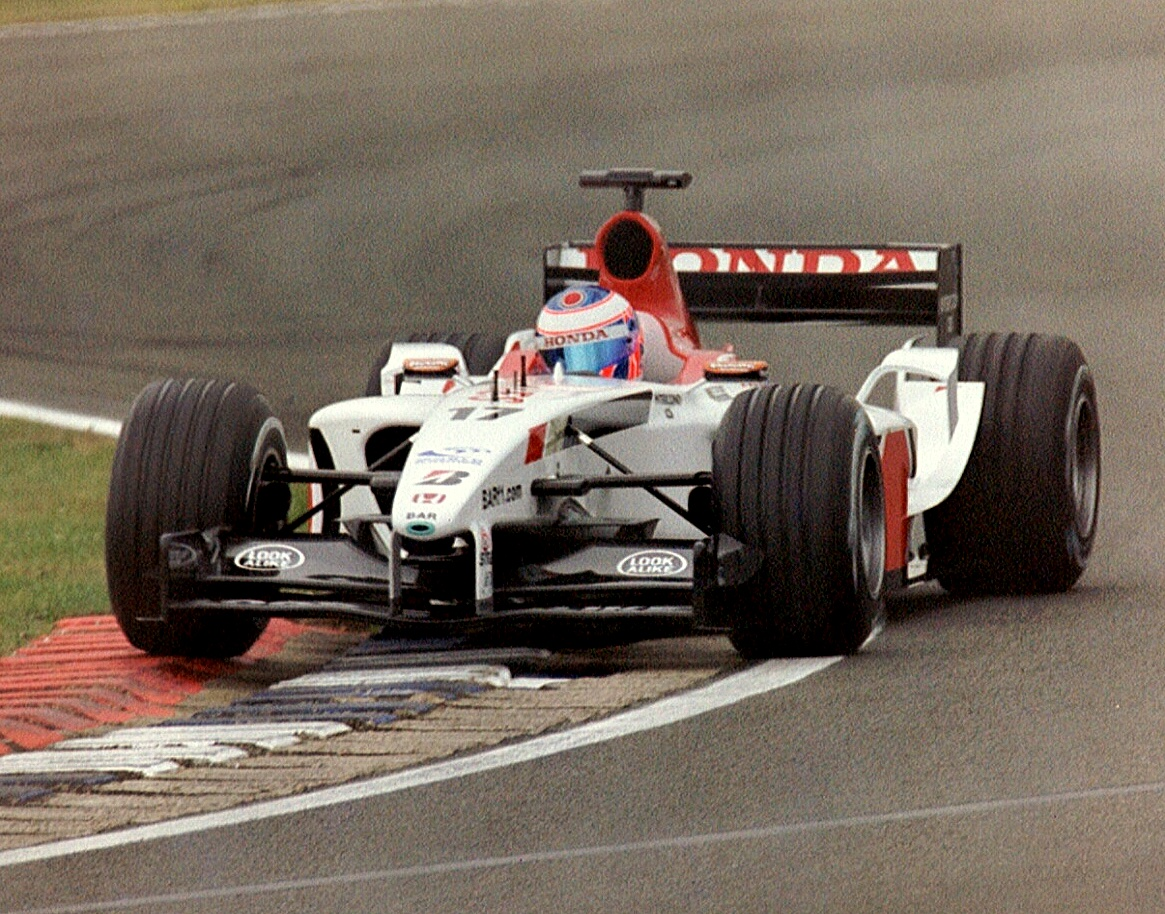
La BAR 005 de Jenson Button au Grand Prix de Grande-Bretagne 2003.

La saison 2003 marque un tournant pour l'écurie fondée pour et par Jacques Villeneuve, puisque celui-ci se voit forcé de cohabiter avec l'un des espoirs de la Formule 1 au sein de « son » écurie : Jenson Button. Il ne se prive d'ailleurs pas d'envoyer quelques piques au jeune Anglais, débarqué de chez Renault, durant l'intersaison.
Dès l'entame de la saison, le Canadien est mis en difficulté par son cadet, ce dernier terminant quatrième en Autriche, derrière les deux Ferrari F2003-GA de Michael Schumacher et Rubens Barrichello et la McLaren MP4-17D de Kimi Räikkönen. Accidenté lors des essais à Monaco, Button ne prend pas part à la course.
À l'issue du Grand Prix d'Europe, l'Anglais a marqué dix points, contre seulement trois arrachés lors du chaos brésilien par le Québécois. Aux États-Unis, Button prend même la tête du Grand Prix avant d'abandonner. Systématiquement battu par son coéquipier, à l'exception du Grand Prix d'Italie qu'il termine à la sixième position, Villeneuve est remplacé par le protégé de Honda, Takuma Satō pour la dernière course de la saison, au Japon, que les 005 achèvent aux quatrième (Button) et sixième (Satō) rangs.
Démoralisé, le Canadien arrête temporairement sa carrière et quitte définitivement l'écurie qu'il a porté pendant cinq ans, miné par des conflits avec la direction et affaibli par les performances de Button qui relance sa carrière après son départ de Renault.

## BAR 04 Concept Car

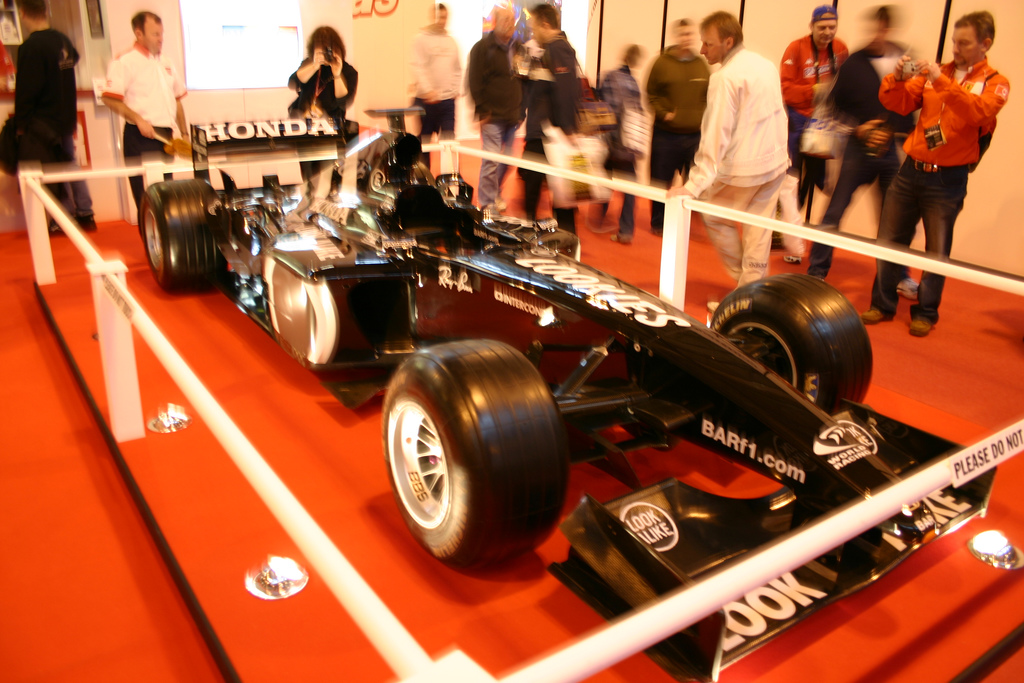
La BAR 04 Concept Car en exposition au salon automobile Autosport International

Lors de l'intersaison 2003-2004, BAR utilise la 04 Concept Car, une version modifiée de la 005, comportant notamment une livrée noire et grise et le moteur Honda RA004E de la saison suivante. La 04 Concept Car est pilotée par Button et Satō.

## Résultats en championnat du monde de Formule 1
| Saison | Écurie                 | Moteur    | Pneus       | Pilotes            | Courses | Courses | Courses | Courses | Courses | Courses | Courses | Courses | Courses | Courses | Courses | Courses | Courses | Courses | Courses | Courses | Points inscrits | Classement |
| Saison | Écurie                 | Moteur    | Pneus       | Pilotes            | 1       | 2       | 3       | 4       | 5       | 6       | 7       | 8       | 9       | 10      | 11      | 12      | 13      | 14      | 15      | 16      | Points inscrits | Classement |
| ------ | ---------------------- | --------- | ----------- | ------------------ | ------- | ------- | ------- | ------- | ------- | ------- | ------- | ------- | ------- | ------- | ------- | ------- | ------- | ------- | ------- | ------- | --------------- | ---------- |
| 2003   | Lucky Strike BAR Honda | Honda V10 | Bridgestone |                    | AUS     | MAL     | BRÉ     | SMR     | ESP     | AUT     | MON     | CAN     | EUR     | FRA     | GBR     | ALL     | HON     | ITA     | USA     | JAP     | 26              | 5e         |
| 2003   | Lucky Strike BAR Honda | Honda V10 | Bridgestone | Jacques Villeneuve | 9e      | Np      | 6e      | Abd     | Abd     | 12e     | Abd     | Abd     | Abd     | 9e      | 10e     | 9e      | Abd     | 6e      | Abd     |         | 26              | 5e         |
| 2003   | Lucky Strike BAR Honda | Honda V10 | Bridgestone | Takuma Satō        |         |         |         |         |         |         |         |         |         |         |         |         |         |         |         | 6e      | 26              | 5e         |
| 2003   | Lucky Strike BAR Honda | Honda V10 | Bridgestone | Jenson Button      | 10e     | 7e      | Abd     | 8e      | 9e      | 4e      | Np      | Abd     | 7e      | Abd     | 8e      | 8e      | 10e     | Abd     | Abd     | 4e      | 26              | 5e         |

Légende : ici 